# Puccinia actaeae-agropyri
Puccinia actaeae-agropyri ist eine Ständerpilzart aus der Ordnung der Rostpilze (Pucciniales). Der Pilz ist ein Endoparasit von Hahnenfußgewächsen und Quecken. Symptome des Befalls durch die Art sind gelbe Rostflecken und Pusteln auf den Blattoberflächen der Wirtspflanzen. Das Verbreitungsgebiet umfasst weite Teile Eurasiens.

## Merkmale
Puccinia actaeae-agropyri ist mit bloßem Auge nur anhand der auf der Oberfläche des Wirtes hervortretenden Sporenlager zu erkennen. Sie wachsen in Nestern, die als gelbliche bis braune oder schwärzliche Flecken und Pusteln auf den Blattoberflächen erscheinen.
Das Myzel von Puccinia actaeae-agropyri wächst wie bei allen Puccinia-Arten interzellulär und bildet Saugfäden, die in das Speichergewebe des Wirtes wachsen. Ihre Pyknien sind honigfarben. Die Aecien der Art wachsen in lockeren Gruppen und bilden weißliche bis braune Flecken. Sie besitzen unregelmäßig rundliche Aecidiosporen von 17–21 × 17–21 µm, die hellgelb und warzig sind. Die Uredien sind zerstreut, länglich und blassbraun. Ihre Uredosporen sind kugelig bis leicht ellipsoid, 18–25 × 18–25 µm groß, farblos bis hell bräunlich und warzig. Die Telien der Art sind streifchenförmig und schwarz gefärbt. Die Teleutosporen sind zweizellig, variabel geformt und 32–45 × 14–25 µm groß. Sie sind bräunlich, ihre Stiele sind sehr kurz.

## Verbreitung
Puccinia actaeae-agropyri besitzt ein Verbreitungsgebiet, das sich über ganz Eurasien erstreckt.

## Ökologie
Die Wirtspflanzen von Puccinia actaeae-agropyri sind als Haplont Hahnenfußgewächse (Ranunculaceae spp.) sowie Quecken (Elymus spp.) für den Dikaryonten. Der Pilz ernährt sich von den im Speichergewebe der Pflanzen vorhandenen Nährstoffen, seine Sporenlager brechen später durch die Blattoberfläche und setzen Sporen frei. Die Art verfügt über einen Entwicklungszyklus mit Pyknien, Uredien, Telien und Aecidien.